# Arne Strid
Per Arne Krister Strid, född i Kristianstad den 7 mars 1943, är en tidigare svensk, sedan 1973 dansk, botaniker, som främst är känd för sitt arbete med Greklands flora. Han tog studentexamen i Kristianstad 1961 varefter han fortsatte studera vid Lunds universitet där han blev fil. kand. 1964 och fil. lic. 1968, samt avlade en doktorsexamen 1970 under Hans Runemark med en avhandling om släktet Nigella. Därpå arbetade han som lektor först i Lund och 1972-1973 vid det nyöppnade University of Zambia i Lusaka, innan han 1973 som knappt 30-åring blev den yngste professorn vid Köpenhamns universitet. Kort efter denna utnämning bytte han samma år till danskt medborgarskap. 1982-1983 var han gästprofessor vid universitetet i Perth, Australien och 1997-1998 vid universitetet i Patras, Grekland. Från 2001 till sin pensionering 2007 var han föreståndare för Göteborgs botaniska trädgård. Efter pensioneringen utsågs han till professor emeritus vid Lunds universitet och flyttade till Ørbæk på Fyn i Danmark.
Auktorsnamnet Strid kan användas för Arne Strid i samband med ett vetenskapligt namn inom botaniken; se Wikipediaartiklar som länkar till auktorsnamnet.
Strid gifte sig 1966 med biokemisten Barbro Jende och tillsammans har paret två döttrar, varav den ena, Jessica (f. 1971), är professor i immunologi vid Imperial College, London.